# Rajons de Tukums
Le Rajons de Tukums se situait au nord-ouest de la Lettonie dans la région du Zemgale. Les rajons ont été supprimés par la réforme administrative de 2009.

## Population

### Composition (2000)
Au recensement de l'an 2000, le district avait 54 200 habitants, dont :
- Lettons : 45 591 personnes, soit 84,12 %.
- Russes :  4 580 personnes, soit  8,45 %.
- Biélorusses :  1 314 personnes, soit  2,42 %.
- Ukrainiens :    707 personnes, soit  1,30 %.
- Lituaniens :    592 personnes, soit  1,09 %.
- Polonais :    555 personnes, soit  1,02 %.
- Autres :    861 personnes, soit  1,59 %.

Le terme Autres inclut notamment des ressortissants issus de l'ex-URSS (Estoniens, Moldaves...), ainsi que des Rroms.

### Faits
- Sans emploi : 6,24 % dont une grande partie de femmes

## Subdivisions

### Pilseta
- Tukums

### Novads
- Kandavas

### Pagasts
- Degole
- Džūkste
- Engure
- Irlava
- Jaunpils
- Jaunsāti
- Lapmežciems
- Lestene
- Pūre
- Sēme
- Slampe
- Smārde
- Tume
- Vāne
- Viesatas
- Zante
- Zentene